# Реза Абедіні
Реза Абедіні (перс. رضا عابدینی) — іранський графічний дизайнер, доцент Американського університету в Бейруті.

## Біографія
Народився 1967 р в Тегерані, Іран. Навчався у Тегеранському університеті мистецтв. Почав професійну кар'єру в 1989. Заснував власну студію у Тегерані в 1993.

## Стиль
У своїх роботах використовує ісламську каліграфію в інноваційному виражені для вираження перської поетичної чутливості.
Дизайн Рези Абедіні складається із заплутаних форми, мінімалізму у використанні кольорів на текстурному зістареному папері. Так само як і в ісламській архітектурі в роботах часто зустрічаються флористичні мотиви. Він стверджує, що традиційне мистецтво померло і дизайн прийшов на його місце як птах-фенікс.
Його стиль поєднує традиційний візуальний код з сучасним, що спонукає його молодих послідовників вивчати історію мистецтва Ірану.
На естетику Рези мали вплив Олександр Родченко, іранський шрифтовик Мірза Гхолам-Реза Есфахані, іранський художник-мініатюрист Саніол Молк Гхафарі.